# 叶里克农村居民点
叶里克农村居民点（俄语：Ериковское сельское поселение）是俄罗斯联邦别尔哥罗德州别尔哥罗德区所属的一个农村居民点。其下辖有6个居民点，行政中心为叶里克。据2016年统计，该农村居民点的人口为786人。